# أناكاسيا (ماغنيسيا)
أناكاسيا (Ανακασιά) هي مدينة في ماغنيسيا في مقاطعة فوريا إلادا في اليونان.
يبلغ عدد سكانها حوالي 952   نسمة.